# Le Havre (Film)

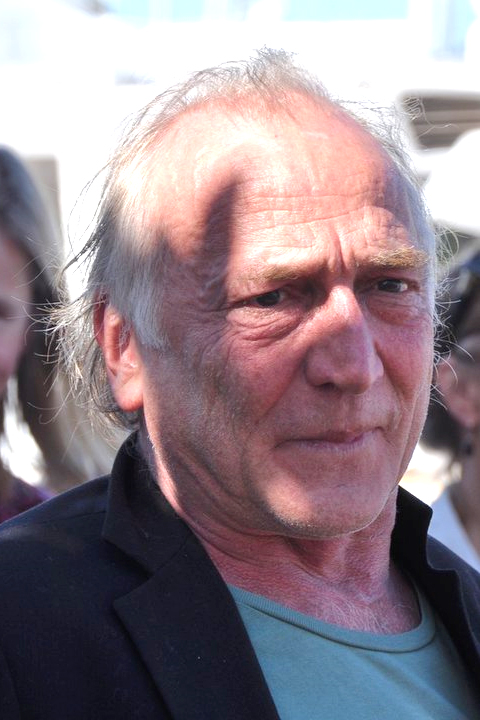
Hauptdarsteller André Wilms, 2011 in Cannes

Le Havre ist ein Spielfilm des finnischen Regisseurs Aki Kaurismäki aus dem Jahr 2011. Die Tragikomödie spielt in der titelgebenden französischen Hafenstadt. Im Mittelpunkt steht ein Schuhputzer (dargestellt von André Wilms), ein ehemaliger Literat, der sich eines Flüchtlingskindes aus Afrika annimmt. Der Film hatte im Wettbewerb der 64. Filmfestspiele von Cannes am 17. Mai 2011 Premiere. Der deutsche Kinostart war am 8. September 2011, der in Finnland tags darauf.

## Handlung
Marcel Marx, ein Literat und Möchtegern-Künstler, dessen Erfolg wohl „eher künstlerischer Art“ war, ist von Paris in die Hafenstadt Le Havre gezogen. Seinen Traum als Schriftsteller hat er aufgegeben. Er verdient sich seinen Lebensunterhalt mehr schlecht als recht als Schuhputzer in der Nähe des Bahnhofs. Mit diesem genügsamen Leben glaubt er der Gesellschaft besser dienen zu können. Er bewohnt ein kleines Haus, wo ihm seine liebevolle Frau Arletty und die Hündin Laïka zur Seite stehen.

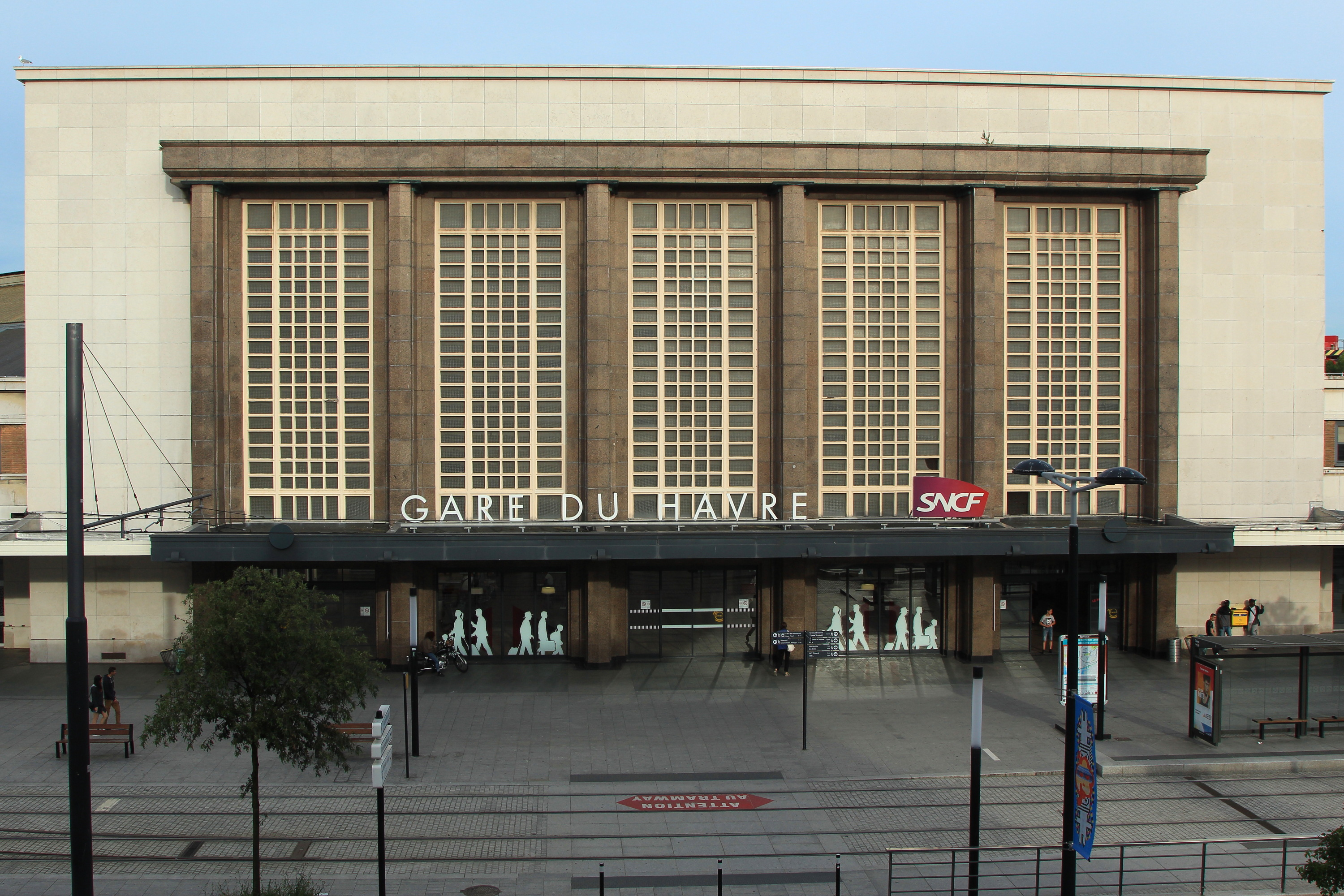
Drehort Bahnhof Havre

Regelmäßig sucht Marcel in Le Havre seine Stammkneipe auf. Eines Tages trifft er in seiner Mittagspause zufällig auf Idrissa, der sich unter dem Pier im Wasser versteckt hat. Der Junge aus Gabun ist in einem Container illegal nach Frankreich eingereist und vor den Behörden geflüchtet. Marcel nimmt ihn mit in sein Zuhause.
Unterdessen wird bei Arletty Krebs diagnostiziert. Sie hält ihr Wissen um die unheilbare Krankheit vor ihrem Ehemann geheim und bittet die Ärzte, es ihr gleichzutun, da ihr Mann trotz seines fortgeschrittenen Alters nie erwachsen geworden sei und den Alltag von seiner Frau regeln lasse. Marcel ist gegen viele Widerstände Idrissa dabei behilflich, nach London zu gelangen, wo ihn seine Mutter erwartet. Unterstützt wird er von einer solidarischen Nachbarschaft, unter anderem von dem ihm eigentlich nicht sehr wohlgesinnten Gemüsehändler, der Bäckerin Yvette, dem sich in der Stadt mittlerweile legal aufhaltenden Schuhputzerkollegen Chang sowie dem Sänger Roberto Piazza („Little Bob“). Ein Fischer erklärt sich bereit, Idrissa mit an Bord zu nehmen und ihn an einen Kollegen zu übergeben, der für die Fahrt 3.000 Euro verlangt. Marcel kann Bob überzeugen, für seinen Schützling ein Wohltätigkeitskonzert zu veranstalten, um die Schlepper bezahlen zu können. Dafür muss er zunächst Roberto mit seiner Partnerin Mimie versöhnen. Die Geheimhaltung von Idrissas Anwesenheit wird zunehmend schwieriger, da ein Nachbar bei der Polizei Anzeige erstattet hat. Doch auch der nach dem Jungen fahndende Kommissar Monet setzt sich schließlich für den Jungen ein. Er informiert Marcel über eine geplante Razzia, und als seine Kollegen das Boot, mit dem Idrissa die Stadt verlassen soll, durchsuchen wollen, versperrt er die Luke, unter welcher sich der Junge versteckt hält.
Marcels bettlägerige Frau erholt sich derweil im Krankenhaus wie durch ein Wunder von ihrem schweren Leiden.

## Soundtracks
| Nr. | Titel                                                                 | Interpret             |
| --- | --------------------------------------------------------------------- | --------------------- |
| 1.  | Apotheosis                                                            | Einojuhani Rautavaara |
| 2.  | Matelot                                                               | The Renegades         |
| 3.  | Musettina                                                             | Erkki Friman          |
| 4.  | Bolero                                                                | Antero Jakoila        |
| 5.  | Pour un seul amour                                                    | Damia                 |
| 6.  | Chansons Gitanes                                                      | Damia                 |
| 7.  | Jambaar                                                               | Hasse Walli & Asamaan |
| 8.  | La Nostalgique                                                        | Alain Chapelain       |
| 9.  | Chanson du pavé                                                       | Alain Chapelain       |
| 10. | Petite prélude et fugue en mi mineur (BWV 555, Johann Sebastian Bach) | Damien Calais         |
| 11. | Statesboro Blues                                                      | Blind Willie McTell   |
| 12. | Sheila ‘n’ Willy                                                      | Little Bob            |
| 13. | Maailmanpyörä                                                         | Aaro Kurkela          |
| 14. | Cuesta Abajo                                                          | Carlos Gardel         |
| 15. | Libero                                                                | Little Bob            |

## Entstehungsgeschichte
Mit Le Havre fand Kaurismäki nach Das Leben der Bohème (1992) wieder zum französischsprachigen Film zurück. In dem zuletzt genannten hatte der französische Schauspieler André Wilms die Figur des Marcel Marx verkörpert, die nach dem französischen Filmregisseur Marcel Carné und dem deutschen Philosophen und Ökonomen Karl Marx benannt wurde. Für den Namen der Ehefrau der Hauptfigur in Le Havre (ebenfalls Wilms) stand die französische Schauspielerin Arletty Pate.
Die Idee, das Thema von illegalen Flüchtlingen in der Europäischen Union aufzugreifen, war Kaurismäki angeblich schon vor einigen Jahren gekommen. Er habe jedoch nicht gewusst, wo er die Geschichte, die in fast jedem europäischen Land hätte spielen können, drehen sollte. Für die Filmvorbereitungen reiste er die europäische Küste entlang, von Genua über Südfrankreich, Spanien, Portugal und den Golf von Biskaya bis in die Niederlande, und so entdeckte er schließlich Le Havre, „die Stadt des Blues und Souls und Rock’n Roll“, so Kaurismäki, als Schauplatz für seinen Film. Zu dessen Vorbereitung studierte er die Werke von Marcel Carné. Er habe aber nicht sehr viel aus den Filmen übernehmen können, ansonsten wäre ihm Le Havre in ein ernstes Melodram abgeglitten. Als Darsteller wählte er neben den ihm schon bekannten Wilms und seiner finnischen Landsmännin Kati Outinen den Franzosen Jean-Pierre Darroussin sowie den lokalen Sänger Roberto Piazza alias „Little Bob“ aus. Die Dreharbeiten waren vom 23. März bis zum 12. Mai 2010 in Le Havre angesetzt. Von den mit 3,85 Millionen Euro veranschlagten Kosten kamen 750.000 Euro von der Finnischen Filmstiftung, der Suomen elokuvasäätiö. Es handelte sich um den größten Zuschuss für einen finnischen Film im Jahr 2010.
Als Grundfarbe seines Films wählte Kaurismäki wie bei seinen vorangegangenen Werken Blau und Grau, er fügte gelbe und rote Farbtupfer hinzu. Bei der roten Farbe ließ er sich von den Filmen Yasujirō Ozus inspirieren. Der Regisseur wird laut eigenem Bekunden „alt“, weshalb er sich nicht mehr absurden Filmen widme, sondern bestimmte Themen wie Arbeitslosigkeit aufgreife, die er dann in Form eines Märchens verarbeite. Er sei, so Kaurismäki selbst, Pessimist und zu sensibel, um traurige Filme zu inszenieren. Le Havre sei mit seinen zwei Happy Ends kein realistischer Film.

## Kritiken

### In der französischen Presse
Von der französischen Fachkritik wurde Kaurismäkis Film im erweiterten Favoritenkreis für die Goldene Palme, den Hauptpreis der Filmfestspiele von Cannes, gesehen. Laut Thomas Sotinel (Le Monde) erzählt Kaurismäki dieselbe Geschichte wie Philippe Lioret in Welcome (2009), er füge auch Fernsehbilder von der gewaltsamen Zerstörung des „Dschungels von Calais“, einem Zeltlager von Flüchtlingen am Ärmelkanal, durch die französische Polizei am 22. September 2009 bei. Diese Wirklichkeit mache der Finne aber zu einer „nostalgischen und verzauberten Welt“, was an der Architektur der Hafenstadt, den alten Automobilen (unter anderem der von Kommissar Monet verwendete Renault 16) und den panoramahaft-methodischen Einzelbildern liege. Die Grenzpolizisten seien direkte Nachfahren der Keystone Cops, während der Handlungsfaden von Arlettys Krankheit an die Hollywood-Melodramen der 1920er Jahre erinnere. Philippe Azoury (Libération) fand ebenfalls, dass Le Havre ein „Märchen“ sei. Er zog Vergleiche zu Werken von Robert Guédiguian, Charles Chaplin, Yasujirō Ozu, Jacques Tati und Jim Jarmusch. Die Farben verliehen der Stadt ein Gefühl der Unruhe, während Hauptdarsteller André Wilms all jene Dinge wiederhole, die man von Chaplin kenne. Visuell sei Le Havre einer der besten Filme Kaurismäkis, er biete jedoch wenig Hintergrund und sei zu artifiziell. „Die Frage nach der Wirklichkeit (einem realen Ort, einem kniffligen politischen Thema) funktioniert hier nicht wie das Kaninchen aus dem Hut des Magiers, der nur an seinen Tricks interessiert ist“, so Azoury.

### In der deutschsprachigen Presse
Dem Welt-Rezensenten Matthias Heine erscheint der Regisseur im Alter immer optimistischer: „Bei ihm macht Armut nicht hässlich und gemein wie etwa bei Brecht, sondern gut und schön – zumindest innerlich schön“. Von einer „Solidargemeinschaft, die unmittelbar und selbstlos Humanität praktiziert“, war in der Frankfurter Rundschau die Rede. Die ausführenden Staatsorgane werden als „ruppige Vollzugsbeamte“, „herzlos agierende Büttel der Staatsmacht“ oder als „Übermacht […] deren auffallendstes Kennzeichen fehlende Mitmenschlichkeit ist“ bezeichnet.
Vielfach drehten sich die Kritiken um die Diskrepanz zwischen Realität und stilisiertem Kaurismäki-Universum. Wilfried Hippen (taz) entdeckte aber auch etwas Neues in diesem Werk des Finnen: „Realität bricht in seine so sorgfältig stilisierte Kunstwelt ein.“ Die Flüchtlinge seien keine typischen Kaurismäki-Figuren, sondern „naturalistisch in Szene gesetzte Menschen“. Martin Wolf nannte sie im Spiegel „Boten aus der Wirklichkeit“, die in die Welt der „Melancholiker mit Hang zu sanftem Sarkasmus und harten Getränken“ eindringen. Die beiden Welten passten deshalb zusammen, weil eigentlich alle Kaurismäki-Figuren schon immer auf der Flucht gewesen seien, vor dem eigenen Leben, vor der Tristesse oder dem finnischen Winter. Zwar seien alle seine Filme Märchen, bemerkte Christoph Egger in der NZZ, dieses aber sei nicht mehr grimmig-realistisch, sondern ein elysisches mit guten Menschen. „Nur in konsequent unwirklichem Ambiente“ sei eine Welt möglich, in der „es Menschlichkeit gibt, Anstand, Solidarität“, meinte Christiane Peitz vom Tagesspiegel. Le Havre beschwöre einen Hafen der Brüderlichkeit. „Wem das zu simpel ist, der verkennt die Verzweiflung, die hinter der Erkenntnis steckt, dass diese Geschichte von der Rettung eines afrikanischen Flüchtlings gar nicht von dieser Welt sein kann.“

## Auszeichnungen
Le Havre wurde bei den Filmfestspielen von Cannes mit dem FIPRESCI-Preis ausgezeichnet. Beim Münchner Filmfest erhielt er als bester ausländischer Film 2011 den ARRI-Preis. Außerdem gewann er 2011 als bester Spielfilm den Goldenen Hugo des Chicago International Film Festival und den renommierten französischen Louis-Delluc-Preis.
Bei der Verleihung des Europäischen Filmpreises erhielt Le Havre in dem Jahr vier Nominierungen (Bester europäischer Film, Beste Regie, Bester Darsteller – André Wilms, Bestes Drehbuch). Der Film war zudem Finnlands Kandidat für den Oscar als bester fremdsprachiger Film im Jahr 2012, kam aber nicht in die engere Auswahl. Bei der César-Verleihung 2012 folgten Nominierungen in den Kategorien Bester Film, Beste Regie und Bestes Szenenbild. Im gleichen Jahr gewann Le Havre bei der Verleihung des finnischen Filmpreises Jussi sechs Preise, darunter jene für den besten Film und die beste Regie.